# UCHIDA MAAYA Smiling Spiral 2017.2.26@代々木第一体育館
『UCHIDA MAAYA Smiling Spiral 2017.2.26@代々木第一体育館』（うちだ まあや スマイリング スパイラル 2017.2.26 @よよぎだいいちたいいくかん）は、内田真礼の2枚目のライブ映像作品。2017年8月23日にポニーキャニオンからBlu-rayとDVDが発売。

## 概要
2017年2月26日に代々木第一体育館で行われた『内田真礼 2nd LIVE「Smiling Spiral」』の模様が収録されている。
映像特典として、本編に収録されていない2月25日の公演映像とリハーサルや舞台裏を撮影したドキュメンタリーが収録されており、初回限定仕様としては、特製三方背ケース、特製デジパック、ライブフォトブックが付属されている。

## 収録内容

### セットリスト
- OPENING -
M-01 Shiny drive, Moony dive
M-02 クラフト スイート ハート
M-03 アイマイ☆シェイキーハート
- MC-1 -
M-04 Resonant Heart
M-05 世界が形失くしても
M-06 Distorted World
M-07 創傷イノセンス
- DANCERS SHOW TIME -
M-08 Moment
M-09 TickTack…Bomb
M-10 5:00AM
- MC-2 -
M-11 Life is like a sunny day
- TAIKO & POI SHOW TIME -
M-12 モラトリアムダンスフロア
M-13 からっぽカプセル
M-14 クロスファイア
M-15 Hello,1st contact!
M-16 ギミー！レボリューション
M-17 Smiling Spiral
EN-1 わたしのステージ
- MC-3 -
EN-2 高鳴りのソルフェージュ
- MC-4 -
EN-3 Hello,future contact!
W-EN Smiling Spiral
- ENDING -

### 映像特典
- 2.25 M-06 North Child
- 2.25 M-11 金色の勇気
- Documentary of 『Smiling Spiral』